# Dziewczyny z kalendarza
Dziewczyny z kalendarza (ang. Calendar Girls) – brytyjsko-amerykańska komedia filmowa z 2003 roku w reżyserii Nigela Cole'a. 
Zdjęcia powstały na terenie angielskich hrabstw North Yorkshire (Kettlewell, Appletreewick, Burnsall, Settle, Kilnsey i Linton), West Yorkshire (Ilkley) i Buckinghamshire (Turville), a także w Londynie i Santa Monica.
Film opowiada o grupie gospodyń domowych w średnim wieku decydujących się wydać kalendarz z własnymi nagimi zdjęciami aby zdobyć fundusze na fundację walcząca z białaczką. Film częściowo oparto na prawdziwej historii, lecz wiele wątków zmieniono bądź ubarwiono by stały się bardziej filmowe. Na kanwie filmu powstał w 2008 musical, który był wystawiany na West Endzie.

## Fabuła
Prowincjonalne miasteczko w Yorkshire. Na białaczkę umiera mąż Annie. Sąsiadki i przyjaciółki z Women's Institutes chcą uczcić jego pamięć fundując ławkę w szpitalu, lecz nie mają na to funduszy. Chris wpada na pomysł wydania kalendarza z rozebranymi koleżankami (najmłodsza z nich dobiega pięćdziesiątki). Po przełamaniu wielu oporów kalendarz powstaje i staje się oszałamiającym sukcesem wydawniczym. Grupa kobiet staje się sławna, dociera m.in. do Hollywood by wziąć udział w show Jaya Leno. Gdzieś zatraca się jednak pierwotna szlachetna idea.

## Główne role
- Helen Mirren – Chris Harper
- Julie Walters – Annie Clarke
- Linda Bassett – Cora
- Annette Crosbie – Jessie
- Philip Glenister – Lawrence Sertain
- Ciarán Hinds – Rod Harper
- Celia Imrie – Celia
- Geraldine James – Marie
- Penelope Wilton – Ruth Reynoldson
- George Costigan – Eddie Reynoldson
- John Alderton – John Clarke
- Lesley Staples – Jenny